# Liste des Justes alsaciens

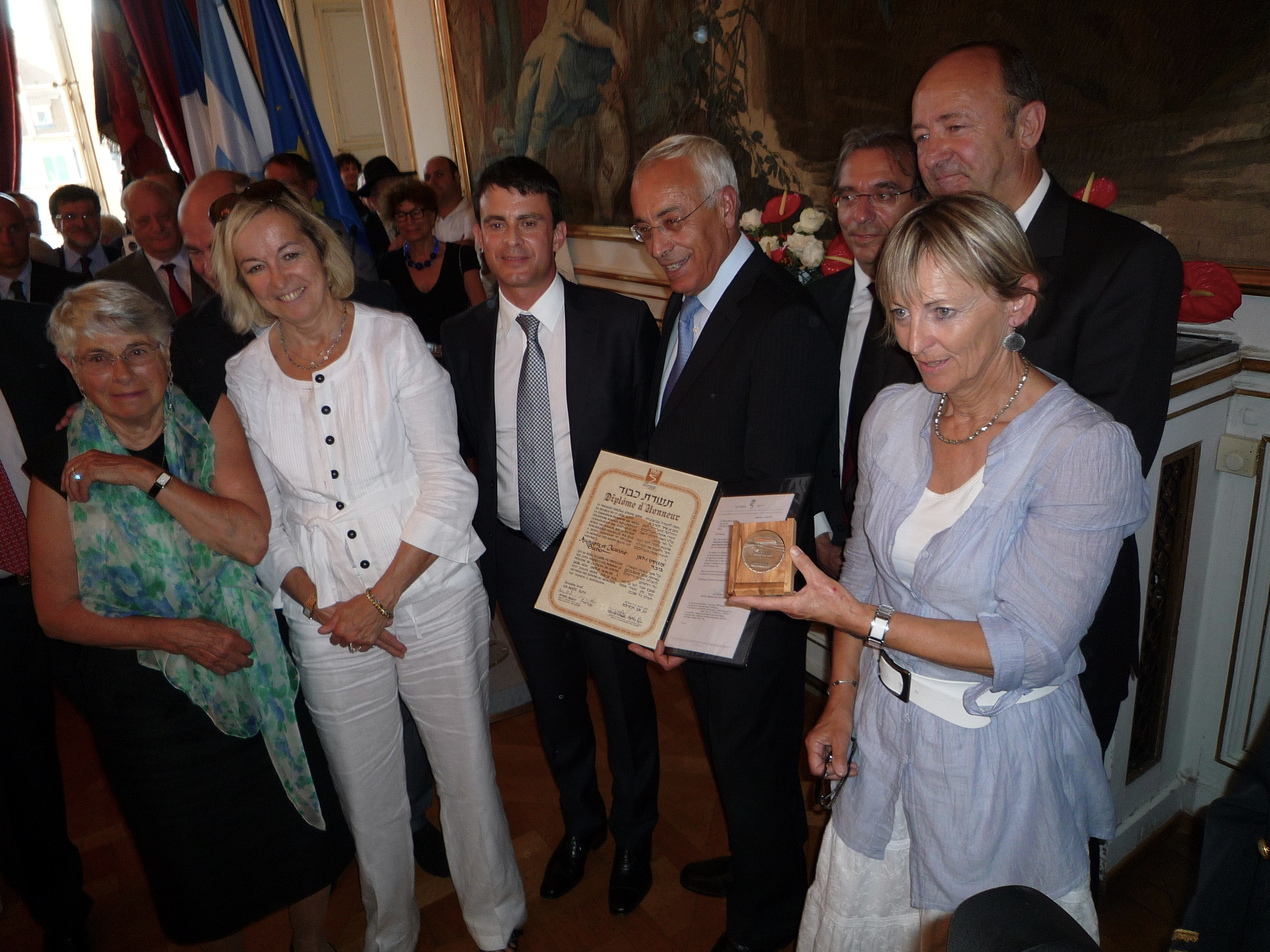
Strasbourg, 22 juillet 2012,
remise du diplôme de Yad Vashem
à la famille d’Auguste et Jeanne Bieber
par l’ambassadeur d’Israël Yossi Gal
en présence du ministre Manuel Valls.

Cet article contient une liste des Justes alsaciens qui ont sauvé des Juifs pendant la Seconde Guerre mondiale.

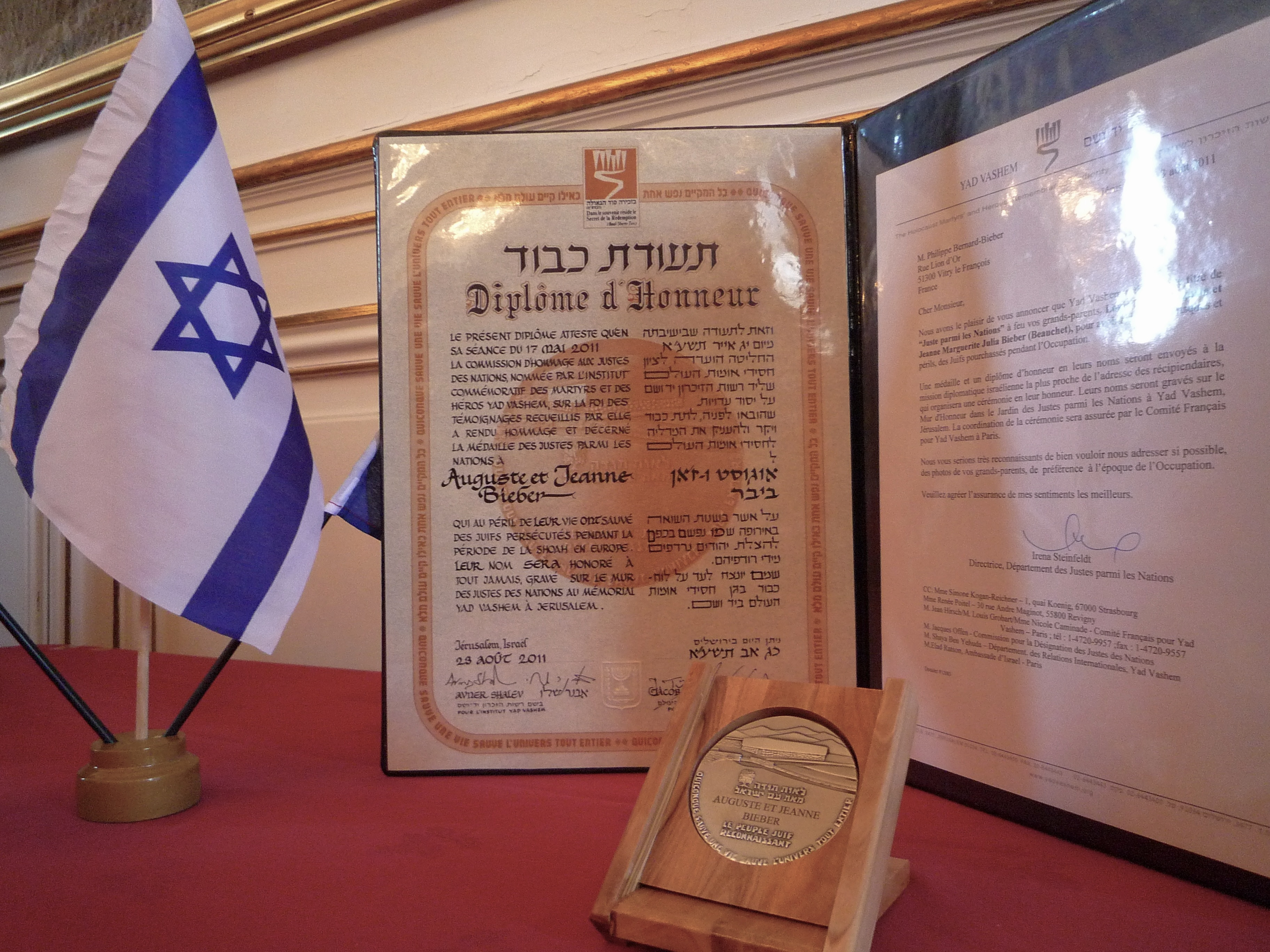
Strasbourg, 22 juillet 2012,
le diplôme de Justes parmi les Nations
remis à la famille d’Auguste-Louis et Jeanne Bieber.

## Particularité en Alsace
La majorité des femmes et les hommes honorés du titre de Juste par Yad Vashem, et qui figurent sur cette liste, ont effectué des sauvetages de Juifs en dehors d’Alsace, ayant été évacués en 1939 ou expulsés par l’occupant nazi lors de l’annexion de fait de l’Alsace et de la Moselle en 1940.

## A
- Haut – A
- B
- C
- D
- E
- F
- G
- H
- I
- J
- K
- L
- M
- N
- O
- P
- Q
- R
- S
- T
- U
- V
- W
- X
- Y
- Z

- Charles Émile Altorffer, (1881-1960), de Wœrth, pasteur et député, directeur du service des réfugiés d’Alsace-Lorraine à Périgueux, directeur du service des Cultes pour l’Alsace-Moselle en 1944, il assure à partir d’avril 1944 la direction clandestine des œuvres sociales juives.
Année de nomination : 2001. Dossier no 9408.

## B
- Haut – A
- B
- C
- D
- E
- F
- G
- H
- I
- J
- K
- L
- M
- N
- O
- P
- Q
- R
- S
- T
- U
- V
- W
- X
- Y
- Z

- Eugène Balthazar (1881-1972), directeur du centre d’accueil du Secours national à Annemasse, il aide le maire Jean Deffaugt et le résistant juif Georges Loinger[2]. 
Année de nomination : 2011. Dossier no 10744.
- Georgette Barraud (1893-1984), née Hartmann à Colmar et sa fille Gabrielle (1922-2011), héberge des familles juives en fuite. Année de nomination : 1988. Dossier no 3833[3].
- Robert Bengel, (1905-1987), de Seltz, vicaire à la paroisse de Niederbronn-les-Bains, il y fonde la JOC. Aumônier de l’École Normale catholique alsacienne repliée à Solignac (Haute-Vienne)[4].
Année de nomination : 2002. Dossier no 9786.
- Auguste-Louis Bieber, (1894-1947), de parents et grands-parents originaires de Mackwiller, ayant opté pour la France en 1872, chef de district EDF, responsable de la Compagnie d’électricité de la Meuse et de la Marne et son épouse Jeanne Bieber Beauchet (1900-1994). 
Année de nomination : 2011. Dossier no 12083.
- Pierre Bockel, (1914-1995), de Saint-Amarin, séminariste à Lyon puis aumônier de la Brigade indépendante Alsace-Lorraine.
Année de nomination : 1988. Dossier no 3703.
- Hélène Burger, (1900-1987), née Gutzler à Mulhouse, convoyeuse bénévole de la Croix-Rouge. 
Année de nomination : 1980. Dossier no 1925.

## C
- Haut – A
- B
- C
- D
- E
- F
- G
- H
- I
- J
- K
- L
- M
- N
- O
- P
- Q
- R
- S
- T
- U
- V
- W
- X
- Y
- Z

- Danielle Chamant (1922-2018), épouse Chantereau, née à Strasbourg, est assistante sociale au « Secours National ». Elle convoie et cache des enfants juifs.
Année de nomination : 2010. Dossier no 11864A[3].

## D
- Haut – A
- B
- C
- D
- E
- F
- G
- H
- I
- J
- K
- L
- M
- N
- O
- P
- Q
- R
- S
- T
- U
- V
- W
- X
- Y
- Z

- Hélène Désiré (1899-1984), née Fromm à Brunstatt, avec son mari Eugène (1896-1978), ils recueille une enfant juive évadée du camp de Rivesaltes.  
Année de nomination : 2002. Dossier no 9727[3].
- Paul Dousselin, (1892-1966), directeur d’entreprise repliée dans le Cantal, et son fils  Jean-Michel Dousselin (1929-1982) de Strasbourg[5]. 
Année de nomination : 2000. Dossier no 9126.
- Margaretha Dobbeck (1897-1951),née Schreier navigue entre Mulhouse et Berlin. Dans ces deux villes, elle héberge des familles.
Année de nomination : 2013. Dossier no M31.2/12592[3].
- Paul-Julien Doll (1913-1980), né à Colmar, est un juge suppléant au tribunal de Grenoble. Il entre dans la Résistance et profite de ses fonctions pour alerter les Juifs avant leurs arrestations. Avec son épouse Louise, née Schoepfer, ils hébergent les familles en fuite.
Année de nomination : 1991. Dossier no 4818[3].
- Hélène Dreyer (1903-1993), née à Husseren-Wesserling, est une religieuse (Mère Marie de Jésus) supérieure de l'institution Jésus-Marie de Fourvière où elle cache des jeunes filles juives parmi ses pensionnaires.
Année de nomination : 1984. Dossier no 3011[3].
- Roland Dubois (1911-1959) de Mulhouse, pasteur, et son épouse Marthe, née Roth. 
Année de nomination : 2005. Dossier no 10576[3].
- Nicolas Dupont, (1900-1945) de Kerling-lès-Sierck (Moselle). Gendarme à Gambsheim, Résistant. 
Année de nomination : 1979. Dossier no 1537.

## E
- Haut – A
- B
- C
- D
- E
- F
- G
- H
- I
- J
- K
- L
- M
- N
- O
- P
- Q
- R
- S
- T
- U
- V
- W
- X
- Y
- Z

- Anna Ehret (1903-1967), née Arnold à Ranspach et son mari Léon (1887-1949) de Oderen. Héberge et cache la famille Szepes à Villeurbanne jusqu'à la fin de la guerre.
Année de nomination : 2007. Dossier no 11183[3].
- Camille Ernst, (1900-1983), de Sélestat, conseiller de préfecture dans l’Hérault puis à Marseille, déporté.
Année de nomination : 1971. Dossier no 709[6].

## F
- Haut – A
- B
- C
- D
- E
- F
- G
- H
- I
- J
- K
- L
- M
- N
- O
- P
- Q
- R
- S
- T
- U
- V
- W
- X
- Y
- Z

- Louis Felten, (1913-1994) de Guebwiller, agent de police, résistant à Héricourt et sa femme Jeanne (1915-1995), née Kleissler à Soultz. 
Année de nomination : 2008. Dossier no 11443.
- Henri Frauli (1891-1981), de Munster, compositeur et critique musical, responsable des services d’assistance aux réfugiés en Haute-Savoie.
Année de nomination : 1975. Dossier no 937.
- Marie Fricker (1892-1965) née Stocker à Epfig, et son mari Georges (1887-1949) de Weitbruch, sauvent les enfants de la famille Wasermann pendant la rafle du Vel d'hiv.
Année de nomination : 1983. Dossier no 2594.

## G
- Haut – A
- B
- C
- D
- E
- F
- G
- H
- I
- J
- K
- L
- M
- N
- O
- P
- Q
- R
- S
- T
- U
- V
- W
- X
- Y
- Z

- Paul Gruffat, (1909-1956), de Benfeld, gendarme à Thonon-les-Bains, déporté à Buchenwald d’où il revient en mai 1945, et sa femme, Geneviève.
Année de nomination : 1994. Dossier no 6049.
- Émilie dite Hélène Guth-Weingarten. (1911-1998), de Bust (Bas-Rhin), infirmière et réceptionniste au centre médico-social de l’OSE à Marseille. Résistante, Combat, réseau André
Année de nomination : 1985. Dossier 3210 .

## H
- Haut – A
- B
- C
- D
- E
- F
- G
- H
- I
- J
- K
- L
- M
- N
- O
- P
- Q
- R
- S
- T
- U
- V
- W
- X
- Y
- Z

- Urbain Haag, (1893-1962), de Strasbourg, Policier, entré dans la police d’État de Strasbourg en 1919 en tant que gardien de la paix. Nommé brigadier-chef en mai 1940. Il quitte l’Alsace pour combattre dans les rangs de l’armée française.
Année de nomination : 2005. Dossier no 10240.
- Honoré Haessler, (1894-1966), de Saint-Louis, gendarme. 
Année de nomination : 2004. Dossier no 10030.
- Adélaïde Hautval, (1906-1988), du Hohwald, médecin-psychiatre, déportée.
Année de nomination : 1965. Dossier no 100.
- Lucie Hugues (1897-1966), née Fink à Strasbourg, avec son mari Émile (1901-1966), notaire à Saint-Paul-de-Vence et résistant, elle cache la famille Lévy.
Année de nomination : 2007. Dossier no 11089[3].

## J
- Haut – A
- B
- C
- D
- E
- F
- G
- H
- I
- J
- K
- L
- M
- N
- O
- P
- Q
- R
- S
- T
- U
- V
- W
- X
- Y
- Z

- Auguste (1870-1958) de Bischheim et Marie Jaeger(1906-1996), née Erdinger à Durrenentzen, directeurs de l'asile du Bon-Secours (Paris 20e), destiné aux Orphelins.
Année de nomination : 2008. Dossier no 11349[3].

## K
- Haut – A
- B
- C
- D
- E
- F
- G
- H
- I
- J
- K
- L
- M
- N
- O
- P
- Q
- R
- S
- T
- U
- V
- W
- X
- Y
- Z

- Émilie Kamper (1919-2007), née à Strasbourg est une religieuse (sœur Placide) qui enseigne à l'école Guy à Bergerac.
Année de nomination : 1997. Dossier no 7837[3].
- Victor Kolmer, (1888-1972), de Schirrhein, prêtre, fondateur de l’Œuvre Don Bosco en Alsace, directeur d’un collège agricole dans la Loire.
Année de nomination : 1997. Dossier no 7266.

## L
- Haut – A
- B
- C
- D
- E
- F
- G
- H
- I
- J
- K
- L
- M
- N
- O
- P
- Q
- R
- S
- T
- U
- V
- W
- X
- Y
- Z

- Eléonore Louis (1908-1987), née Meyer à Bischwiller, couturière et son époux Jean (1910-1988), responsable des jardins familiaux à Périgueux.
Année de nomination : 2010. Dossier no 11877[3],[7],[8].

## M
- Haut – A
- B
- C
- D
- E
- F
- G
- H
- I
- J
- K
- L
- M
- N
- O
- P
- Q
- R
- S
- T
- U
- V
- W
- X
- Y
- Z

- André Martin, (1912-1998) de Blotzheim, gendarme et résistant en poste à Annot (Alpes de Haute-Provence), 
Année de nomination : 2013. Dossier no 12726[9].
- Paul Mathéry, (1907-1944) né à Neuve-Église, secrétaire de mairie, résistant du réseau Vélite-Thermopyles, mort en déportation à Mauthausen.
Année de nomination : 2002. Dossier no 9624.
- Eugénie Mettenet, (née Guimet) du Hohwald, (1916-2008), habitante du Chambon-sur-Lignon.
Année de nomination : 1989. Dossier no 4158.
- René Muller, originaire d’Alsace, proviseur adjoint du lycée de garçons Vaugelas à Chambéry.
Année de nomination : 1996. Dossier no 7191.
- Élisabeth (1910-1978) et Eugène Munch, (1904-1980), de Strasbourg, directeurs d’une maison d’enfants au Chambon-sur-Lignon.
Année de nomination : 2001. Dossier no 9300.

## O
- Haut – A
- B
- C
- D
- E
- F
- G
- H
- I
- J
- K
- L
- M
- N
- O
- P
- Q
- R
- S
- T
- U
- V
- W
- X
- Y
- Z

- Louise Osterberger, (1890-1971), de Munster, est traductrice à la Kommandantur de Laignes où elle renseigne la Résistance. Elle recueille une enfant juive[3].
Année de nomination : 1997. Dossier no 7444.

## P
- Famille Petitgenêt-Rosenkranck : Ernest (1874-1961), Ermence (1878-1966), née Rosenkranck, et leur fille Marthe (1908-1990) ainsi que le frère de Ermence, Jean-batiste Rosenkranck (1880-1959). 
Année de nomination : 2000. Dossier no 9128[3].
- Albert Pfleger, de Plobsheim, (1900-1999), frère mariste, directeur d’une école française à Budapest.
Année de nomination : 1981. Dossier no 2008.

## R
- Haut – A
- B
- C
- D
- E
- F
- G
- H
- I
- J
- K
- L
- M
- N
- O
- P
- Q
- R
- S
- T
- U
- V
- W
- X
- Y
- Z

- Alice Rosenstiehl, (1906-1996), née à Strasbourg, responsable de la crèche de l'usine Carmichäel à Amiens.
Année de nomination : 1996. Dossier no 7203[3].

## S
- Haut – A
- B
- C
- D
- E
- F
- G
- H
- I
- J
- K
- L
- M
- N
- O
- P
- Q
- R
- S
- T
- U
- V
- W
- X
- Y
- Z

- Éléonore Sarlat (1918-1997), née Frantz à Strasbourg et son époux Maxime, secrétaire de mairie, fabriquent des faux papiers pour la Résistance et les juifs en fuites.
Année de nomination : 1989. Dossier no 3360[3].
- Robert Scheffer (1889-1972), né à Strasbourg, est un médecin à Crest. Il entre dans la Résistance et aide les familles juives.
Année de nomination : 2009. Dossier no 11610[3].
- Hélène Schweitzer épouse Rosenberg, (1910-1983), de Strasbourg, étudiante aux Beaux Arts, agent de liaison, elle fabriquait des faux papiers.
Année de nomination : 2002. Dossier no 9764.
- Auguste (1914-1999) de Brumath et Suzanne Steinmetz (1919-2009), née Haar à Strasbourg. Dans cette même ville, ils cachent leur ami Arthur Lévy dans leur appartement situé « Grand Rue »[3].
Année de nomination : 1985. Dossier no 3139.
- Joseph Storck, (1897-1989), proviseur de lycée à Limoges, maire de Guebwiller de 1971 à 1973.
Année de nomination : 1998. Dossier no 8086.
- Aloyse Strebler, (1899-1985) de Uberach, officier de police à Périgueux et sa femme Mélanie (1901-1990), née Fridblatt à Kintzheim. Aloyse, avec l'aide de son épouse, prévient les familles juives de leur future arrestation et facilite leur fuite.
Année de nomination : 1978. Dossier no 1220.

## T
- Haut – A
- B
- C
- D
- E
- F
- G
- H
- I
- J
- K
- L
- M
- N
- O
- P
- Q
- R
- S
- T
- U
- V
- W
- X
- Y
- Z

- André Traband (1920-1992) et sa femme Éliane (1921-2001) née Demaison à Haguenau, réfugiés à Solignac.
Année de nomination : 1973. Dossier no 814.
- Alfred Thimmesch, (1901-1944) né à Metz, policier, secrétaire de police à Strasbourg, puis à Périgueux et à Voiron (Isère). Résistant, mort en déportation à Mauthausen.
 Année de nomination : 2009. Dossier no 11511.

## W
- Haut – A
- B
- C
- D
- E
- F
- G
- H
- I
- J
- K
- L
- M
- N
- O
- P
- Q
- R
- S
- T
- U
- V
- W
- X
- Y
- Z

- Camille Wiedrich (1880-1973) et son épouse Anne (1885-1968) alias « Nöelle », née Ganter sont nés à Strasbourg. Ils dirigent l'entreprise « Numérus » évacuée à Arles. Ils accueillent des enfants juifs.
 Année de nomination : 2009. Dossier no 11651[3].
- Raymonde Weiss (1923-1997) épouse Lévy, de Gundershoffen, réfugiée en Dordogne.
 Année de nomination : 1998. Dossier no 8327.
- Famille Wurth : Eugène(1879-1959), Marie (1888-1958), née Gouget, et leur fille Lucienne (1921-2018). 
Année de nomination : 1995. Dossier no 6569A[3].

## Z
- Haut – A
- B
- C
- D
- E
- F
- G
- H
- I
- J
- K
- L
- M
- N
- O
- P
- Q
- R
- S
- T
- U
- V
- W
- X
- Y
- Z

- Magda Zech, (1879-1947), supérieure du couvent de Notre-Dame de Sion à Strasbourg puis à Grenoble après l’évacuation de 1939.
Année de nomination : 1990. Dossier no 4687.